# Western & Southern Financial Group Masters & Women’s Open 2010
Die Western & Southern Financial Group Masters and Women’s Open 2010 waren ein Tennisturnier der WTA Tour 2010 für Damen und ein Tennisturnier der ATP World Tour 2010 für Herren in Mason, Ohio bei Cincinnati, welche vom 15. bis 22. August für Herren und vom 9. bis 15. August 2010 für Damen stattfanden.

## Herren
→ Qualifikation: Western & Southern Financial Group Masters 2010/Qualifikation

## Damen
→ Qualifikation: Western & Southern Financial Group Women’s Open 2010/Qualifikation